# Cacaopera
Cacaopera /"Lugar de cultivos de cacao". / je pleme iz grupe Matagalpa na krajnjem sjeveroistoku Salvadora nastanjeno u gradiću Cacaopera (departman Mozarán) i selu Lislique (departman La Unión). Svojim jezikom više ne govore nego se služe španjolskim. Ima ih par tisuća